# Andrea Vendrame
Andrea Vendrame (Conegliano, 20 de julio de 1994) es un ciclista italiano adscrito a las filas del equipo UCI WorldTeam francés Decathlon AG2R La Mondiale Team.

## Palmarés
2015
- Giro del Belvedere

2016
- 3.º en el Campeonato Europeo en Ruta sub-23

2019
- 1 etapa del Circuito de la Sarthe
- Tro Bro Leon[2]

2021
- 1 etapa del Giro de Italia
- 1 etapa de la Ruta de Occitania

2024
- 1 etapa del Giro de Italia

2025
- 1 etapa de la Tirreno-Adriático

## Resultados en Grandes Vueltas
| Carrera | Carrera         | 2017 | 2018 | 2019 | 2020 | 2021 | 2022 | 2023 | 2024 | 2025 |
| ------- | --------------- | ---- | ---- | ---- | ---- | ---- | ---- | ---- | ---- | ---- |
|         | Giro de Italia  | —    | 90.º | 55.º | 50.º | 50.º | 55.º | Ab.  | 46.º | 35.º |
|         | Tour de Francia | —    | —    | —    | —    | —    | —    | —    | —    | —    |
|         | Vuelta a España | —    | —    | —    | —    | —    | Ab.  | 95.º | —    | —    |

—: no participa

Ab.: abandono

## Equipos
- Marchiol Emisfero (2014)
- Androni Giocattoli[3] (2017-2019)
  - Androni-Sidermec-Bottecchia (2017)
  - Androni Giocattoli-Sidermec (2018-2019)
- AG2R (2020-)
  - AG2R La Mondiale (2020)
  - AG2R Citroën Team (2021-2023)
  - Decathlon AG2R La Mondiale Team (2024-)